# Bisdom Encarnación

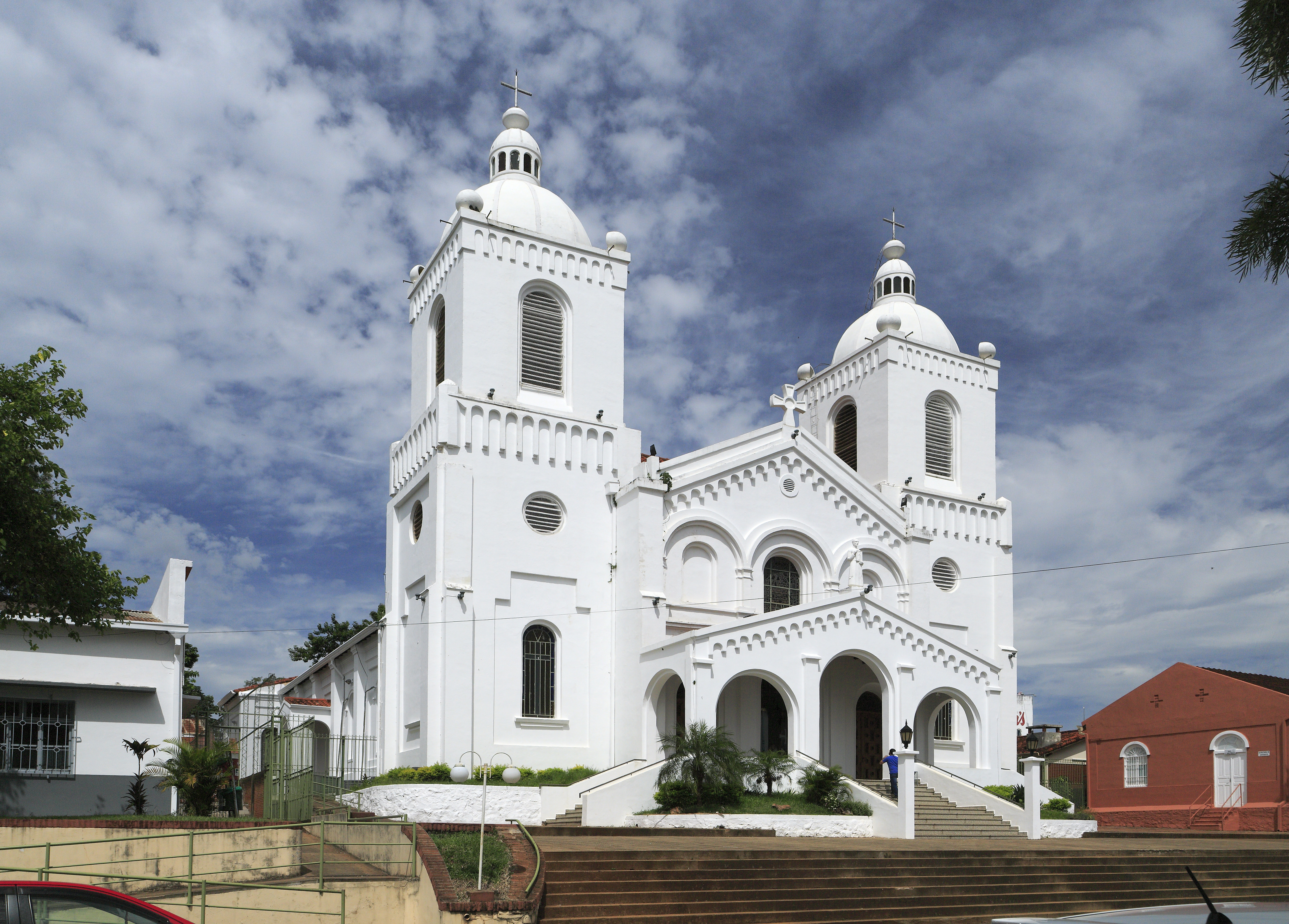
De kathedraal Nuestra Señora de la Encarnación

Het bisdom binnen Paraguay

Het bisdom Encarnación (Latijn: Dioecesis Sanctissimae Incarnationis) is een rooms-katholiek bisdom met als zetel Encarnación in Paraguay. Het bisdom is suffragaan aan het aartsbisdom Asunción.
In 1957 werd het opgericht als een territoriale prelatuur, eerst onder de naam Encarnación y Alto Paraná en vanaf 1968 onder de naam Encarnación toen de prelatuur werd gesplitst. In 1990 werd het een bisdom.
In 2019 telde het bisdom 38 parochies. Het bisdom heeft een oppervlakte van 16.506 km² en telde in 2019 562.900 inwoners waarvan 79,9% rooms-katholiek was. 

## Bisschoppen
- Johannes Wiesen, S.V.D. (1957-1972)
- Juan Bockwinckel, S.V.D. (1968-1987)
- Jorge Adolfo Carlos Livieres Banks (1987-2003)
- Ignacio Gogorza Izaguirre, S.C.I. di Béth. (2004-2014)
- Francisco Javier Pistilli Scorzara, P. Schönstatt (2014-)